# OpenDNS
OpenDNS — интернет-служба, предоставляющая общедоступные DNS-серверы. Имеет платный и бесплатный режим, может исправлять опечатки в набираемых адресах, фильтровать фишинговые сайты, в случае набора неправильных запросов может предлагать страницу с поиском и рекламой. Отключение страницы с поиском и рекламой — исключительно платное.
27 августа 2015г. OpenDNS была приобретена компанией Cisco за 635 млн. долларов. Бизнес-сервисы OpenDNS были переименованы в Cisco Umbrella, за домашними продуктами сохранено название OpenDNS. Cisco пообещала продолжить разработку OpenDNS с их другими облачными продуктами по информационной безопасности, а также поддерживать уже существующие услуги OpenDNS.

## История
В июле 2006 OpenDNS был запущен учёным и предпринимателем Дэвидом Улевичем. Проект получил финансирование венчурным капиталом от фирмы Minor Ventures.
10 июля 2006 года о службе написали интернет-издания Digg, Slashdot и Wired News, что привело к увеличению DNS запросов с миллиона запросов (на 9 июля) до 30 миллионов запросов (на 11 июля).
2 октября 2006 года OpenDNS запустил PhishTank, онлайн анти-фишинговую базу данных.
До 2007 года OpenDNS использовал DNS Update API от DynDNS для обработки обновлений от пользователей с динамическими IP.
11 июля 2007 года OpenDNS открыла расширение, позволяющее по желанию блокировать «взрослое» содержимое своим пользователям.
В августе 2008 года OpenDNS предоставил географически распределённые сервера в Сиэтле, Пало Альто, Нью-Йорке, Вашингтоне, Лондоне и Чикаго.
5 ноября 2008 года Нанд Мулчандани, начальник подразделения по разработке средств безопасности компании VMware, покинул VMware и присоединился к OpenDNS в качестве нового генерального директора, заменив основателя Дэвида Улевича, который будет оставаться в компании в качестве главного технического директора.
30 июня 2015 года компания Cisco Systems объявила о приобретении OpenDNS.

## Серверы
OpenDNS предоставляет следующие адреса серверов для общественного использования, для альтернативной маршрутизации:
- 208.67.222.222 (resolver1.opendns.com)
- 208.67.220.220 (resolver2.opendns.com)
- 208.67.222.123 (resolver3.opendns.com)
- 208.67.220.123 (resolver4.opendns.com)
- 208.67.220.2 (resolver5.opendns.com)
- 208.67.222.2 (resolver6.opendns.com)

Также имеются IPv6-серверы:
- 2620:119:35::35(Production)
- 2620:119:53::53 (Production)
- 2620:119:35::123 (FamilyShield)
- 2620:119:53::123 (FamilyShield)
- 2620:0:ccd::2 (Sandbox)
- 2620:0:ccc::2 (Sandbox)

## Услуги
OpenDNS предлагает DNS-решения для пользователей и предприятий, как альтернативу использованию DNS-сервера, предлагаемого их провайдером. Размещение серверов компании в стратегически важных районах и использование большого кэша доменных имен приводит к тому, что OpenDNS, как правило, выполняет запросы гораздо быстрее, тем самым увеличивая скорость открытия страницы. Результаты DNS-запросов некоторое время кэшируются в операционной системе и/или приложениях, так что эта скорость может быть заметна не при каждом запросе, а только при тех запросах, которые не кэшированы.
Другие возможности включают в себя антифишинговый фильтр, блокировку доменов и орфографические исправления (к примеру, wikipedia.og исправляется на wikipedia.org). Собирая список вредоносных сайтов, OpenDNS запрещает доступ к этим сайтам, когда пользователь пытается получить доступ к ним через эту службу. OpenDNS в октябре 2006 запустила службу Phishtank, на котором пользователи всего мира могут посмотреть и добавить фишинговые сайты.
OpenDNS не является проектом с открытым исходным кодом (как может показаться из названия).
OpenDNS получает часть своих доходов, разрешая доменное имя на OpenDNS сервере, когда это имя не определено в DNS. Это происходит, когда пользователь вводит несуществующий URL-адрес в браузер и видит страницу поиска OpenDNS. Рекламодатели платят OpenDNS за право размещать свою рекламу на этой странице.
22 апреля 2007 года появилась служба «ярлыки», позволяющая пользователям делать пользовательские DNS-отображения, например, отображение «почта» — на «mail.yahoo.com».
13 мая 2007 года OpenDNS запустила новую услугу блокирования доменов - Umbrella, которая предоставляет возможность блокировать или фильтровать веб-сайты, основываясь на категориях. Услуга предоставляется для корпоративного, образовательного и родительского контроля над типами сайтов, которые считают целесообразными владельцы сетей. 9 августа 2007 года добавлена возможность переопределять фильтр, используя индивидуальное управление «черными» и «белыми» списками. 20 февраля 2008 года, в стремлении сделать их список заблокированных доменов современным, с добавлением новых сайтов, OpenDNS изменила с закрытого списка заблокированных доменов на список, управляющийся сообществом, где каждый пользователь может предложить сайт для блокировки домена. Порог голосов, необходимый для внесения сайта в список, не разглашается. Более 50 категорий сейчас существуют для категоризации веб-сайтов, таким образом предоставляется отличный контроль над веб-обозревателем.
3 декабря 2007 года OpenDNS начала предлагать DNS-O-Matic — бесплатную услугу, позволяющую обеспечить отправку обновлений динамических DNS.

## Критика

### Вопросы безопасности и скрытые редиректы
OpenDNS имеет бесплатный вариант службы. Если домен не найден, служба перенаправляет пользователя на страницу поиска с рекламой и результатами поиска, предоставляемые Yahoo. DNS-пользователь может отключить это из контрольной панели DNS. Такое «поведение» похоже на действия многих крупных провайдеров, которые переадресуют неправильные адреса на сервера с рекламой; разница в том, что в OpenDNS можно это отключить при наличии статического реального ip.
Пользователи, у которых настроен поиск в Google через адресную строку браузера, иногда скрыто перенаправляются на сервер, принадлежащий OpenDNS.